# Тінь Землі

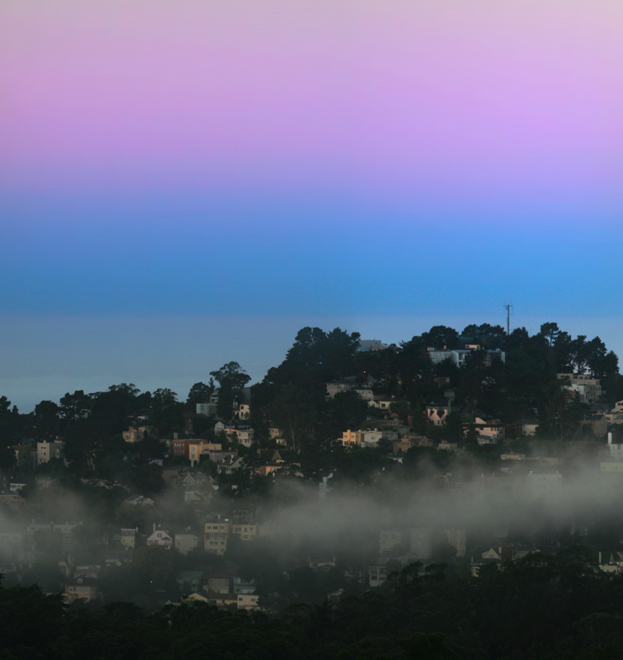
Тінь Землі (синій) та Пояс Венери (рожевий) на світанку, над Тихим океаном (синьо-сірий), на захід від Твін Пікс, Сан-Франциско

Тінь Землі — оптичне явище, яке спостерігається при ясній погоді після заходу або перед сходом Сонця на протилежному від нього боці небосхилу. Це тінь, яку сама Земля відкидає крізь свою атмосферу в космос у напрямку до точки, що протилежна Сонцю. Під час цивільних сутінок (як ранніх вечірніх, так і пізнього світанку) видима смуга тіні, яку іноді називають темним сегментом, виглядає як темна та розсіяна смуга що знаходиться над горизонтом, вона є найбільш чіткою, коли небо ясне. Ввечері, в міру опускання Сонця за горизонт, сегмент поширюється вгору. Іноді його можна простежити до самого зеніту. Тобто "тінь" являє собою зону земної атмосфери, що не просвічується прямими промінями Сонця.
Оскільки діаметр Землі в 3,7 разів перевищує діаметр Місяця, довжина тіні планети відповідно в 3,7 рази більша за місячну тінь: приблизно 1 400 000 км.